# Neobacanius kermadeci
Neobacanius kermadeci är en skalbaggsart som först beskrevs av Yves Gomy 1976.  Neobacanius kermadeci ingår i släktet Neobacanius och familjen stumpbaggar. Inga underarter finns listade i Catalogue of Life.